# 河口湖
河口湖（日语：／ Kawaguchi-ko）是位于山梨縣富士河口湖町的湖泊。為富士五湖之一。富士箱根伊豆國立公園的一部分。是富士五湖中湖岸線最長、標高最低的一湖。面積在富士五湖中位于第二。最大水深與精進湖并列第三。湖中央有一名為鵜之島（鸕鷀島）的小島。也是富士五湖中最北的一湖。湖畔旅館環繞，天氣晴朗時湖中富士山倒影相映為一絕景，為富士山附近知名景點。
湖畔的產屋崎是眺望富士山的景點。另外，乳崎、小曲岬（子轉崎）、長崎（胞崎）等也是知名景點。
2013年6月22日，河口湖以「富士山-信仰的對象和藝術的源泉」的構成資產之一，登錄為世界文化遺產。

## 地理
河口湖為富士五湖中最北的湖泊，行政上屬山梨縣東南部的南都留郡富士河口湖町。
河口湖沒有天然流出口，因此自古以來大雨易造成湖岸村莊淹水。另外，東邊以山隔開的新倉村（現富士吉田市新倉）位於具透水性的熔岩台地，缺乏水利，因此江戶時代初期開始進行水利工程新倉掘拔，幾經波折才在江戶後期的1865年完成，新倉村取得河口湖的水利權。1911年，新水道完工，取代了原有的新倉掘拔。
現在，1917年竣工的第二嘯川（東京電力的排水道）與1994年完成的嘯治水隧道連結了宮川與河口湖。由於宮川屬於桂川（＝相模川）的支流，因此現在河口湖屬於相模川水系。
湖泊東臨三峠、北接御坂山地黑岳、節刀岳，西鄰十二岳。南側地勢開闊，能眺望富士山山容。富士山映照在湖面的逆富士是河口湖最為著名的景色。

## 觀光

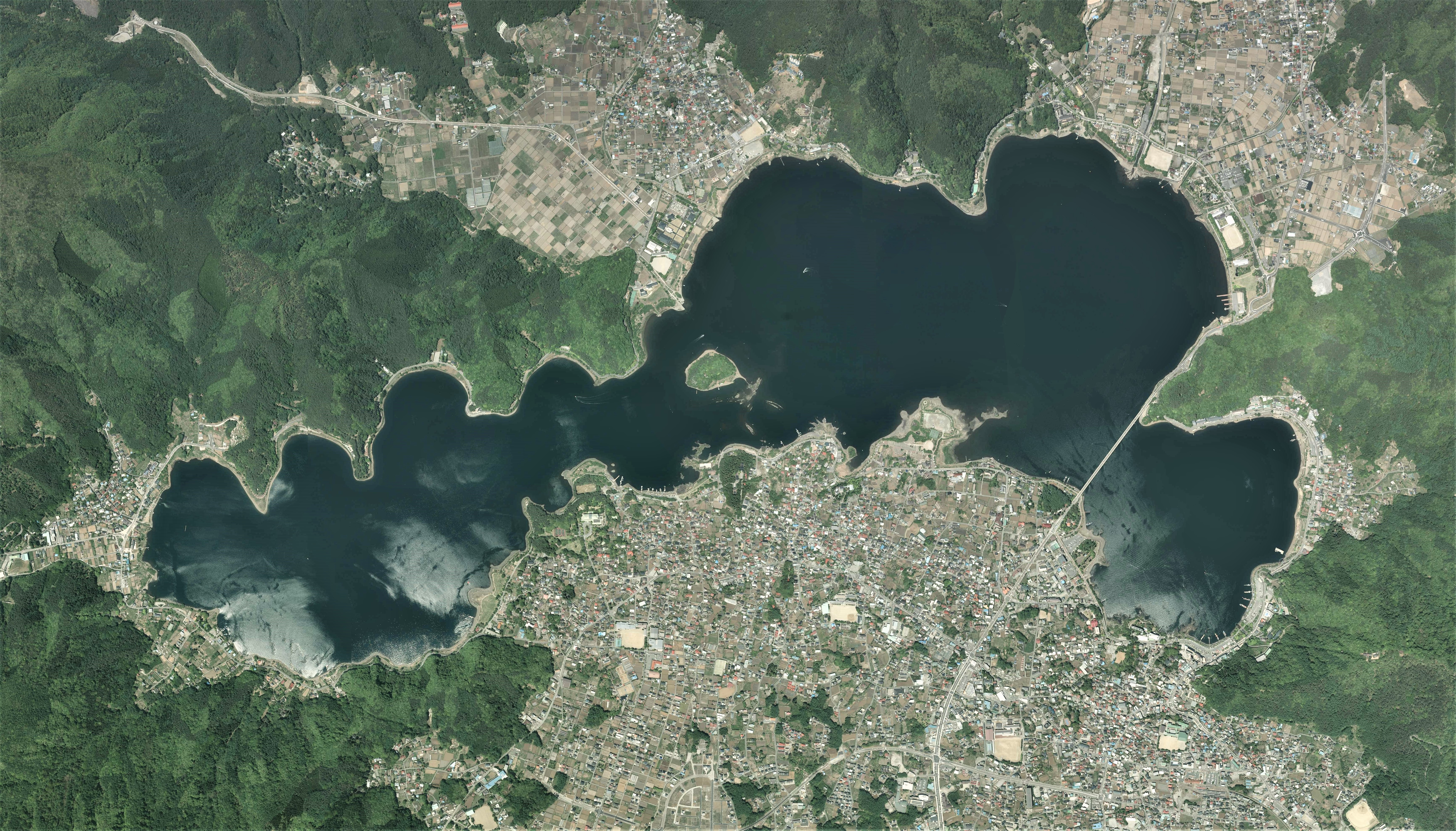
河口湖空拍圖。2015年4張照片合成製作。
。

河口湖東部，中央是河口湖大橋

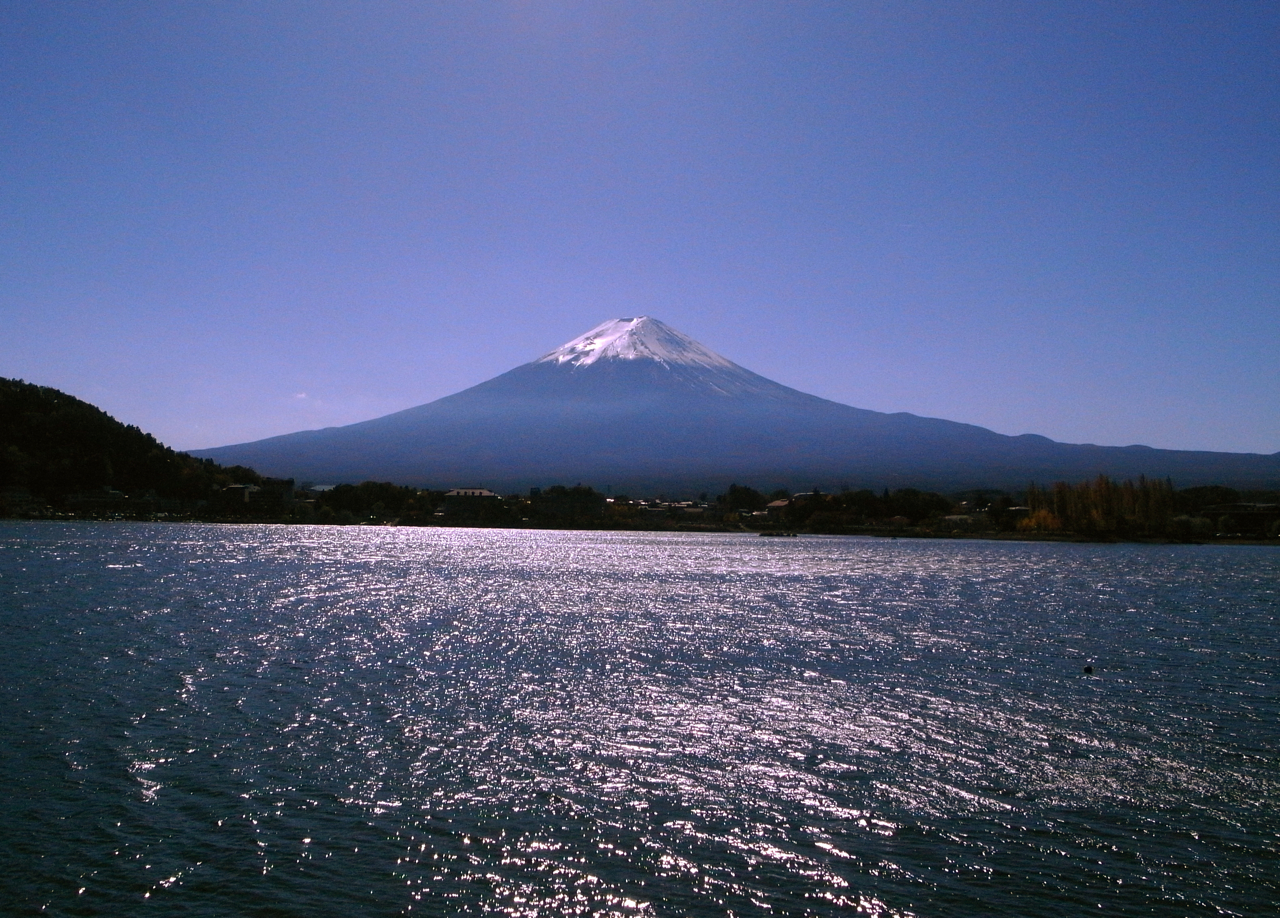
河口湖眺望富士山。

河口湖是富士五湖中最早開發觀光的一湖。平成起開始挖掘溫泉，現在東岸已形成富士河口湖溫泉鄉。此外，湖畔有河口湖音樂盒之森、往天上山的滴答山纜車、河口湖遊覧船、河口湖耍猴劇場、露營場、眾多飯店、旅館、餐廳、物產店等。另外，此地還有山梨縣內唯一的漕艇場河口湖漕艇場。原先艇庫、棧橋在河口湖大橋北側，1986年山梨國體時因設備老舊而移往現在的北岸。
河口湖也以黑鱸著稱，鱒魚放養也十分熱門，因此湖周邊有許多租船店與釣具店，是全國知名的釣黑鱒聖地。但是，由於湖底殘留了大量的軟餌，2007年起，河口湖繼蘆之湖後成為第二個禁止使用軟餌的湖泊。
2013年，水位低下狀態持續半年以上，人們能直接步行至平時浮在水上的祠堂「六角堂」，在當時蔚為話題。2015年水位再次下降，六角堂再次與湖岸連結。

### 觀光設施
- 天上山公園滴答山纜車（日语：カチカチ山ロープウェイ）
- 河口湖遊覧船
- 河口湖草藥館
- 山梨寶石博物館・河口湖
- 河口湖美術館
- 河口湖音樂盒之森美術館（日语：河口湖オルゴールの森）
- 河口湖耍猴劇場（日语：河口湖猿まわし劇場）
- 河口湖木之花美術館
- 久保田一竹（日语：久保田一竹）美術館
- 河口湖自然生活館
- 河口湖體験工房Craft Park
- 富士大石Hana Terrace

## 歷史
- 864年 - 劍丸尾熔岩流堵住剗之海（日语：剗の海）的排水河，形成河口湖[10]
- 1274年 - 使用船津溶岩作為基石建設川窪寺屋敷
- 1469年 - 湖口堵塞
- 1559年 - 川窪寺屋敷消失

## 交通

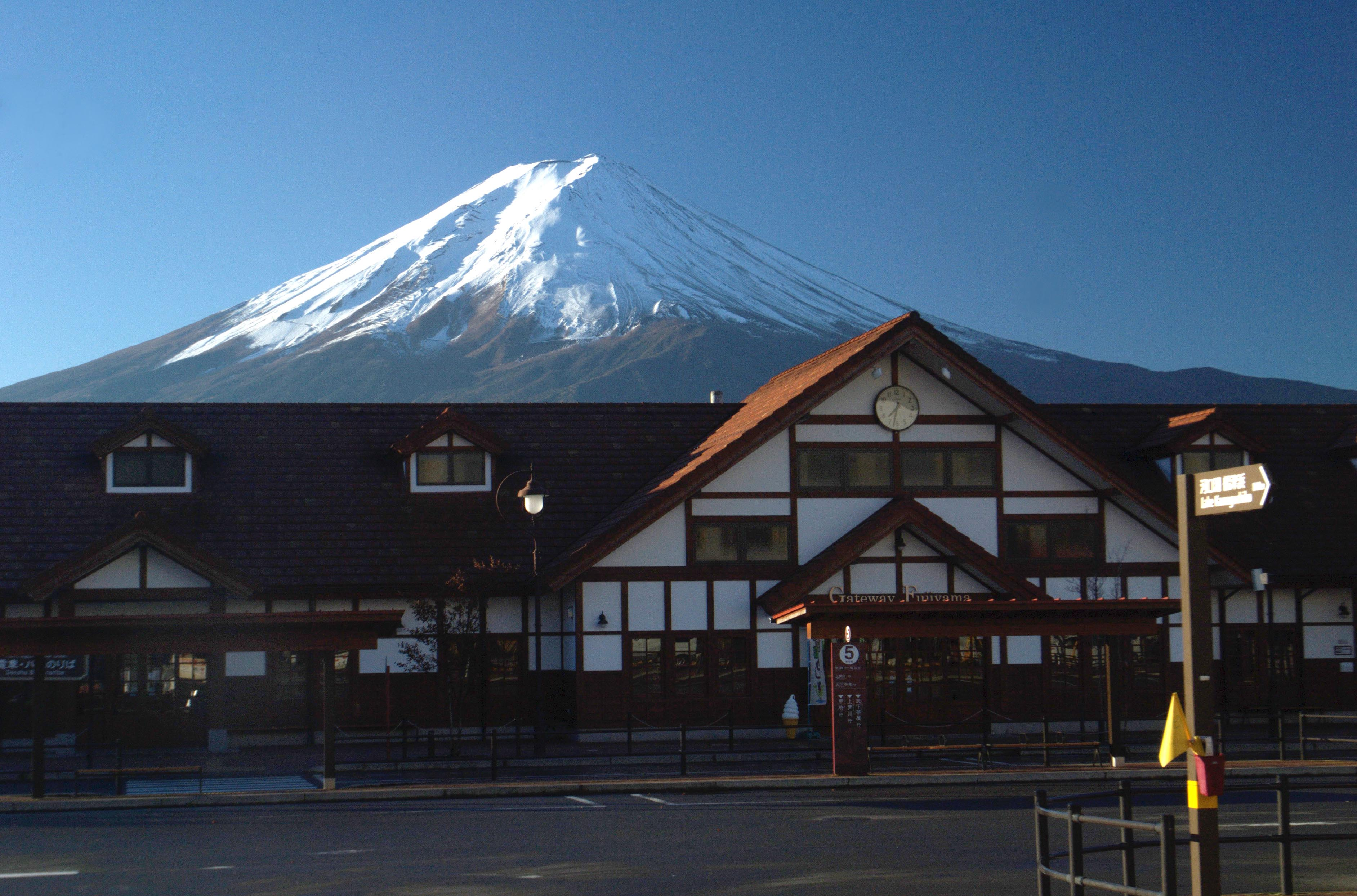
河口湖車站與富士山

### 道路
- 中央自動車道：河口湖交流道
- 國道137号（日语：国道137号）
- 國道139号（日语：国道139号）（富士景觀之路）

### 大眾運輸工具
- 富士急行河口湖線：河口湖車站